# 결합각
결합각(結合角, 영어: bond angle)은 화학 결합의 각도로, 분자기하의 주요 구성 요소이다. 결합각은 분자 내의 원자의 크기나 배향, 혼성 오비탈에 따라 다르다. 벤트 규칙에 따르면 결합각에 따라 혼성 오비탈에 얼마나 많은 특정 오비탈이 기여하였는지를 알 수 있다.